# Sonny Silooy
Jan Jacobus „Sonny“ Silooy (* 31. August 1963 in Rotterdam) ist ein ehemaliger niederländischer Fußballspieler.

## Karriere
Seine Karriere im Herrenbereich begann Silooy im Jahre 1980 bei Ajax Amsterdam. Mit Ajax wurde er viermal niederländischer Meister (1980, 1982, 1983 und 1985) und dreifacher Sieger des KNVB-Pokals. 1987 gewann das Team den Europapokal der Pokalsieger. Zur Saison 1987/88 wechselte er für zwei Jahre zu Racing Paris. Anschließend kehrte er zu Ajax zurück. Mit Ajax gewann er 1992 den UEFA-Pokal. 1995 gewann das Team die UEFA Champions League, den europäischen Supercup und den Weltpokal. Mit Ajax wurde er erneut viermal niederländischer Meister (1990, 1994, 1995 und 1996), dreimaliger Sieger der Johan-Cruyff-Schaal und 1993 noch einmal Sieger des KNVB-Pokals. Im Champions-League-Finale von 1996 wurde Silooy im Elfmeterschießen gegen Juventus Turin zur tragischen Figur, denn sein Elfmeter wurde von Juve-Torwart Angelo Peruzzi abgewehrt, und weil sämtliche Juve-Spieler trafen bedeutete dieser Fehlschuss die Finalniederlage von Ajax Amsterdam. Zur Saison 1996/97 unterschrieb er beim deutschen Bundesligisten Verein Arminia Bielefeld. Nach dem Bundesligaabstieg 1998 wechselte er zu De Graafschap Doetinchem, wo er 2000 seine Karriere beendete.
Für die niederländische Fußballnationalmannschaft bestritt Silooy zwischen 1983 und 1993 25 Spiele, ohne dabei ein Tor zu erzielen.
Nach seiner Karriere als Spieler arbeitete er u. a. von 2006 bis 2008 als Jugendtrainer bei Ajax Amsterdam. 2010 trainierte er die US-amerikanische Fußballmannschaft Dayton Dutch Lions FC. Anschließend wechselte er zu D.C. United, wo er Director of Youth Development war.